# Кей
 За групата острови вижте Кей (остров).  
Кеят е пристан или бряг, където корабите и другите плавателни съдове се товарят и разтоварват. Кеят се конструира паралелно на брега на водния басейн. Думата произхожда от френския език.